# Usine Ford de Southampton

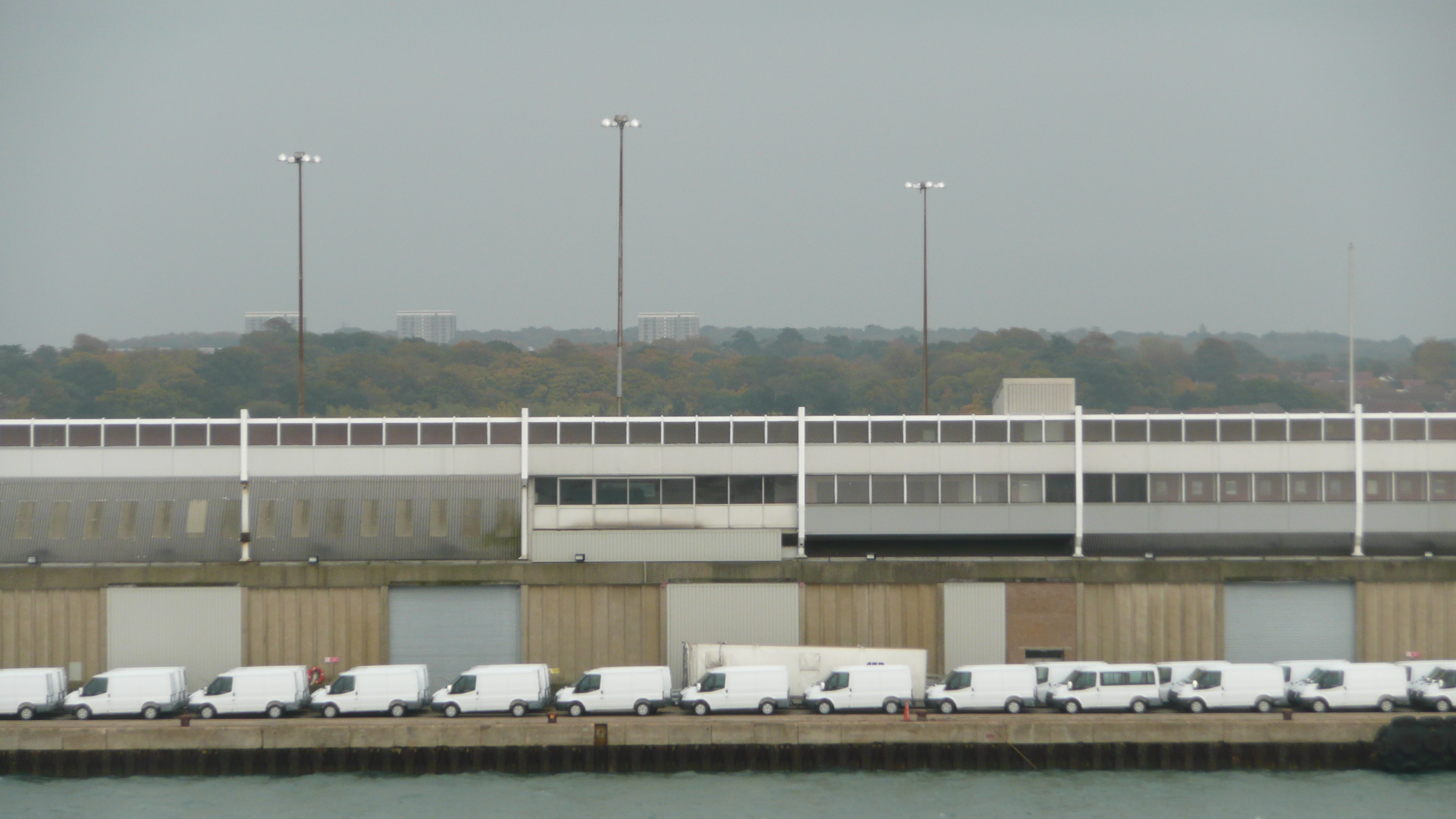
Camionnettes Ford Transit en attente d'exportation sur les Docks de Southampton

L'usine Ford Southampton fut une usine de montage de véhicules à moteur, située dans le quartier de Swaythling en périphérie nord-est de Southampton, en Angleterre. Elle fut le centre Européen pour la production de la camionnette Ford Transit. Le dernier véhicule fut produit le 26 juillet 2013, terminant les opérations d'assemblage de Ford au Royaume-Uni.

## Histoire
L'usine, sur un site de 44 acres (de 180 000 m2) à proximité de l'Aéroport de Southampton, fut construit comme usine de l'ombre pour assembler des composants d'avion pour une firme d'ingénierie - Cunliffe-Owen Aircraft, et fut inaugurée par le Maire de Southampton, le 2 février 1939. Lors du déclenchement de la seconde Guerre Mondiale, l'usine et de sa chaîne d'approvisionnement produisirent des pièces pour le Supermarine Spitfire. Reconnue comme une partie importante de l'effort de guerre Britannique, elle fut bombardée à plusieurs reprises par la Luftwaffe, la première fois en septembre 1940. Dans les dernières années de la guerre, le site fut également utilisé pour l'assemblage du Spitfire.
Après que Cunliffe-Owen fut placé en liquidation judiciaire en 1947, l'usine fut rachetée en 1949 par Briggs Motor Bodies, qui fournit à Ford Grande-Bretagne des organes de véhicules. En 1953, Ford acquit Briggs et prit le contrôle de l'usine de Southampton de 59.000 m2. L'usine se spécialise aujourd'hui dans la construction de carrosseries de camions, qui sont fixées aux châssis produits à Slough.
À partir de 1965, Ford commença à produire la Ford Transit en Grande-Bretagne, dont les carrosseries sont envoyés par la route de Swaythling pour être montées sur des châssis à l'usine de Langley, Berkshire, près de Slough. En 1972, Ford Grande-Bretagne a investi £5M dans l'usine de Southampton pour lui permettre de construire la camionnette Ford Transit. Le premier Transit sortit de la ligne de production la même année, et fut donné au maire pour être offert à un organisme de bienfaisance local. Dès lors et jusqu'au milieu des années 1980 la production fut maximale et l'usine employa 4.500 travailleurs.
En 1983, avec la début de la construction de l'autoroute M27, le site fut définitivement coupé de l'Aéroport de Southampton. Ce site déjà fort compact le devint encore plus, avec l'autoroute du nord; un chemin de fer au sud, un cimetière à l'est; et refermé par l'aéroport. Cela conduisit à des organisations non conventionnelles de l'usine, avec l'atelier de peinture disposé sur un axe vertical de plus de six étages, par opposition à la traditionnelle disposition horizontale.
En 2002, Ford cessa de produire des voitures de tourisme au Royaume-Uni, laissant le Transit fabriqué à Southampton comme seul véhicule construite en Grande-Bretagne. En 2009, avec la nouvelle usine Ford Otosan en pleine production dans la Province de Kocaeli, en Turquie, Ford réduisit de moitié la production de Southampton et la réduction de la main-d'œuvre fut d'un peu plus de 500 personnes. La six millionième Ford Transit fut construite en 2009.
Les moteurs sont fabriqués dans les usines de Dagenham ou Bridgend. Cela permit à l'usine de produire jusqu'à 75.000 véhicules par an, dont 50% furent exportés.

## Fermeture
En septembre 2011, Ford Europe confirma que Southampton continuerait à fabriquer le Transit court et moyen empattement, et les versions minibus Tourneo pendant plus de deux ans. La Production de ces véhicules fut ensuite rassemblée en Turquie avec le nouveau modèle en 2014, tandis que Southampton continua comme centre Européen pour la variante châssis-cabine de la nouvelle Transit, avec une production réduite allant jusqu'à 35.000 unités par an.
Le 26 octobre 2012, Ford annonça que, dans le cadre d'une plus grande réduction de leurs capacités de production Européennes, l'usine de Southampton fermerait complètement en juillet 2013, avec la production pour l'Europe de tous les nouveaux modèles Transit déplacée en Turquie. L'usine d'emboutissage de Dagenham fut également arrêtée car elle fournissait la plupart des panneaux de tôle pour l'usine d'assemblage de Southampton. Le dernier Transit entra en production le 15 juillet 2013 et fut terminé le 26 juillet.
Les travailleurs qui n'avaient pas accepté la redondance ou la retraite anticipée ont été réaffectés à:
- Un nouveau centre de Distribution de £12M aux Docks de Southampton,
- Un nouvel emploi de rénovation de véhicules sur le site actuel pour 134 personnes,
- Autres usines Ford du Royaume-Uni, fabricant des moteurs, à Bridgend (essence) ou de Dagenham (diesel).

Entre 2015 et 2017, l'usine fut complètement démolie.

## Suite
Depuis 2018, une partie de l'ancien terrain de l'usine accueille un centre logistique de PFS.